# 東光寺 (板橋区)
東光寺（とうこうじ）は、東京都板橋区にある浄土宗の寺院。

## 概要
室町時代後期、天誉（1491年寂）によって開山された。元々は近くの船山（現・加賀公園）にあった。山号の「丹船山」は元所在地に由来する。1679年（延宝7年）の加賀藩下屋敷の設置に伴い、現在地に移転した。
境内には、宇喜多秀家の墓（供養塔）がある。秀家は流刑地の八丈島で没したが、彼の子孫は前田家の援助の下、引き続き八丈島に住み続けた。明治時代に赦免となり、前田家は秀家の子孫たちを旧藩下屋敷跡地に住まわせた。その際に秀家の供養塔を建立したものである。

## 寺宝等
- 阿弥陀如来像（本尊）
- 文殊菩薩掛軸
- 普賢菩薩掛軸

## 交通アクセス
- 新板橋駅より徒歩8分。